# Le Normandy
Pour les articles homonymes, voir Normandy.

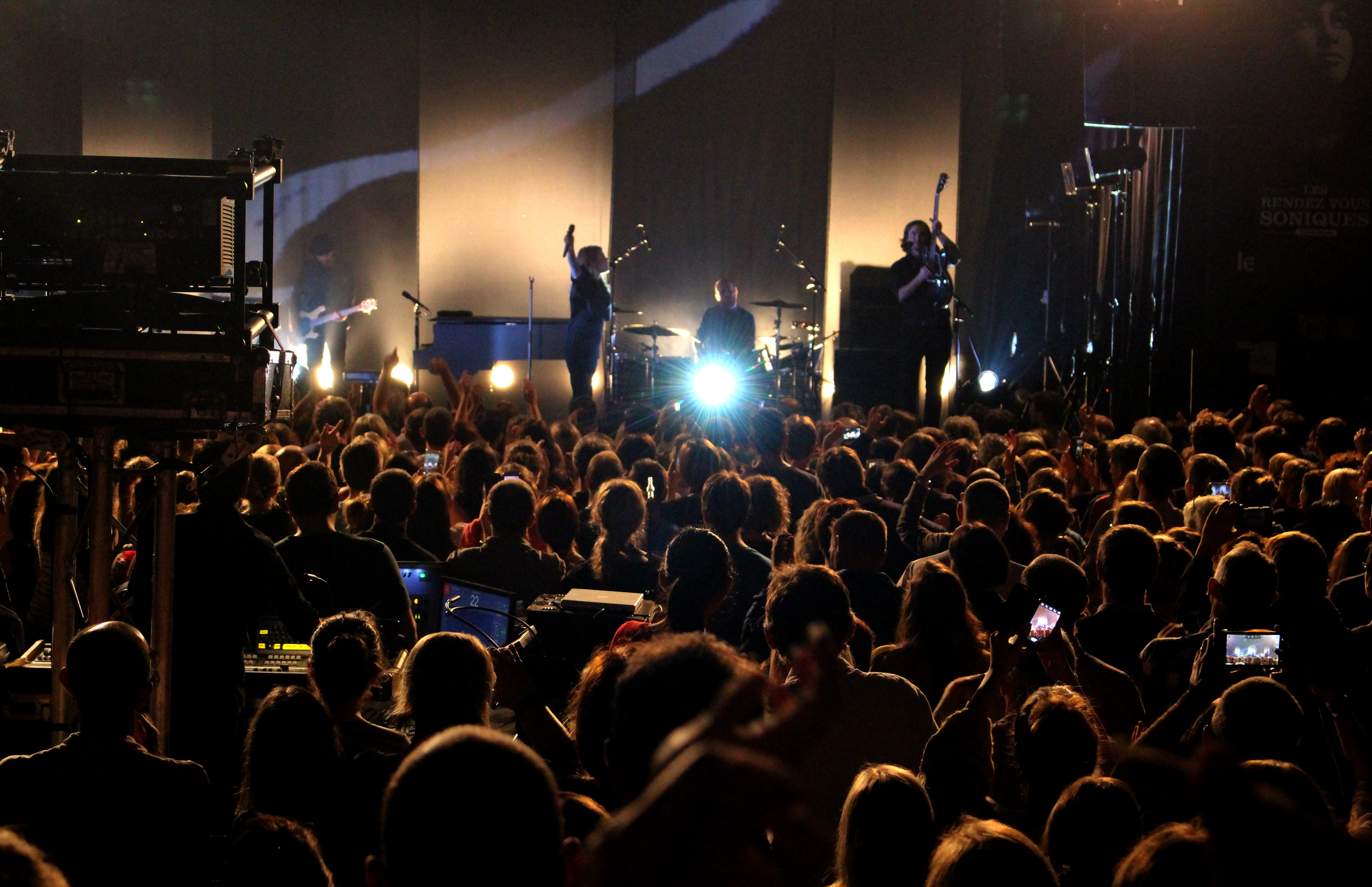
Le Normandy - Cœur de pirate lors des Rendez-vous Soniques

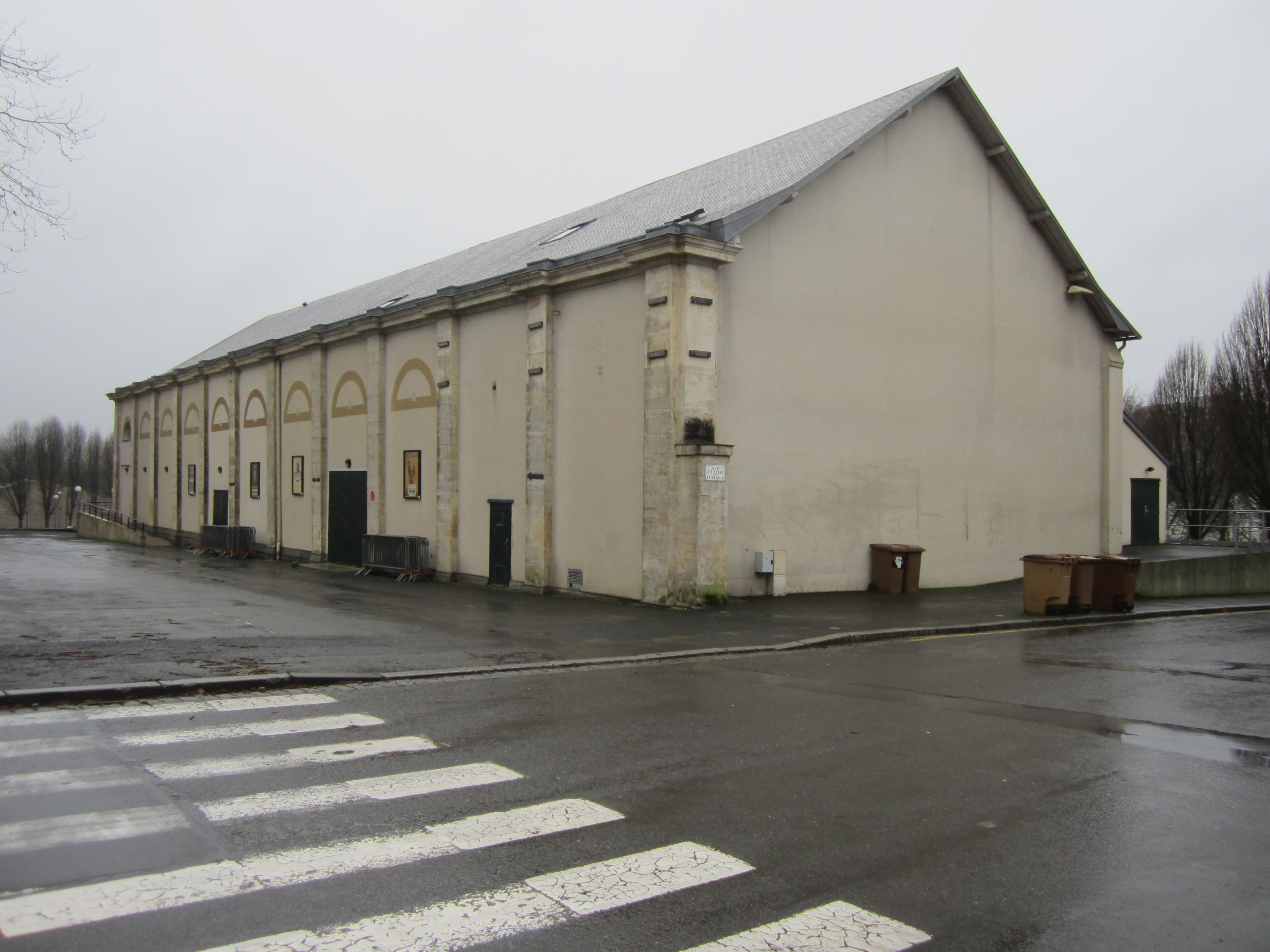
Le Normandy - Salle de concert (ancien manège du haras)

Le Normandy est une salle de concert de rock et de musiques actuelles inauguré en 1996. Labellisé Scène de Musiques Actuelles en 2008, Le Normandy propose une saison d’une quarantaine de concerts et organise le festival « Les Rendez-vous soniques ». 

## Histoire
Cette salle a connu plusieurs vie car c'est avant l'ancien manège du haras national de Saint-Lô au temps où celui-ci était installé près de l’ancienne abbaye Sainte-Croix. Le bâtiment est l'un des rares vestiges resté intact dans une ville presque totalement détruite en juin 1944. 
Il devient alors musée consacré au débarquement et aux bombardements de Saint-Lô puis en 1948 un cinéma, Le Normandie.
En 1991, l'association Les Enfants de la crise prend possession des lieux, avec le festival Les Remparts du rock. Puis, en décembre 1995, l’association Écran sonique récupère la gestion du Normandy. Il devient une scène phare du Rock à Saint-Lô.